# 山本盛雄
山本 盛雄（やまもと もりお）は写真家。北海道網走市出身。日本写真家協会会員。

## 人物
北海道などの自然、風土、動植物を題材として活動している。最近は特に自然の中に営む人間、動植物などの環境問題を中心に取り組んでいる。
特にオホーツク海の冬の風物詩として知られるクリオネの生態と環境との係わり、またユネスコの世界遺産に登録され、野生動植物の宝庫と呼ばれている知床半島の、特にヒグマと人間との共存について造詣が深く、10年間にわたり特別な許可を得て生態を観察、写真にて発表している。

## 著書
- 「流氷の妖精クリオネ」（廣済堂出版）
- 「知床ヒグマ物語」（北海道新聞社）